# Brigadetagebuch
Das Brigadetagebuch (oder  auch Brigadebuch) sollte in der DDR eine literarisch-dokumentarische Darstellung der Entwicklung eines Arbeitskollektivs sein.

3 Seiten eines Brigadetagebuches

Hauptsächlich sollte es die gemeinsamen Bemühungen um die Erfüllung der Verpflichtungen im „sozialistischen“ Wettbewerb um den „Ehrentitel“ Kollektiv der sozialistischen Arbeit widerspiegeln. Dabei hielten einzelne oder mehrere Autoren im Brigadetagebuch die Erfolge und Hemmnisse bei der Aufgabenerfüllung fest. Allerdings sollten auch die Veränderungen im Denken und Handeln der Brigademitglieder oder des Kollektivs gezeigt sowie die Höhepunkte im Leben der Brigade geschildert werden.
Hintergrund dieser Konzeption sollte sein, das Brigadetagebuch als Mittel der Selbstverständigung, Erziehung und Selbsterziehung im Arbeitskollektiv einzusetzen, um damit zur Gestaltung „sozialistischer Verhaltensweisen“ und „Kollektivbeziehungen“ beizutragen. Der Inhalt und die Form der Beiträge sollten sich aus dem gegebenen Erleben der Brigade und dem jeweiligen Entwicklungsstand und Bildungsgrad der Autoren ergeben.
Die publizistische Tätigkeit der Brigademitglieder konnte von der reinen Mitteilung oder Notiz über die statistische Zusammenstellung, die Stellungnahme, den Erlebnisbericht bis zum Porträt einer satirisch-glossierenden Darstellung reichen. Auch die Anwendung lyrischer Formen konnte eine legitime Darstellung sein. Die Schilderung sollte das Moment der Unmittelbarkeit einschließen, um die Darstellung wirkungsvoller erscheinen zu lassen.
Welche tatsächliche Form der Beiträge gewählt wurde, hing von den Kenntnissen und Fähigkeiten der Tagebuchschreiber ab. Zur Verbesserung der Inhalte wurden regelmäßige Auswertungen und Erfahrungsberichte vorgenommen, die von der gewerkschaftlichen Organisation veranstaltet wurden. Auch wurde eine enge Zusammenarbeit mit den Zielen der Bewegung schreibender Arbeiter gesucht.